# Myiopharus paulista
Myiopharus paulista là một loài ruồi trong họ Tachinidae.